# Изумрудный город (фильм)
«Изумру́дный го́род» (англ. Emerald City) — австралийская комедийная драма 1988 года, снятый режиссёром Майклом Дженкинсом по мотивам одноимённой пьесы Дэвида Уильямсона. написавшего сценарий картины. Главные роли исполнили Джон Харгривс, Робин Невин, Крис Хэйвуд, Николь Кидман и другие. Съёмки фильм проходили в Сиднее, Австралия.
Слоган австралийского проката фильма: «A tale of two cities. Four people. And life’s little pleasures… Money. Lust. Temptation. Greed. Power. Ambition».

## Сюжет
Фильм рассказывает о нескольких жителях Сиднея, а точнее — семьи Роджерс, недавно переехавших из Мельбурна. Колин — самый успешный австралийский сценарист, испытывающий творческий кризис, отказываясь от предложения своего агента Элейн Росс. Жена Колина, Кейт, книжный редактор, собирающийся издать роман писательницы Кэт Митчелл под названием «Чёрный гнев», но её издатель Йен Волл уверен, что книга не станет популярной.
У Колина и Кэт трое детей: Пенни, завсегдатай клубных вечеринок; Ханна, чьи учителя уверены, что девочка в депрессии; и Сэм, который, по опасениям Колина, является геем. Между тем, Колин начинает сотрудничать с писателем-бабником по имени Майк МакКорд над фильмом, который может помочь Колину вернуть успешную карьеру. Услышав о проблемах Кейт, Колин обвиняет Йена в расизме и угрожает натравить группу активистов на издательство, если он не опубликует «Чёрный гнев». Новый фильм проваливается в прокате, и Майк решает заняться ещё одним проектом. Малькольм Бэннетт, продюсер многих постановок, в которых участвовал Колин, советует ему вернуться к Элейн, так как его новый фильм никуда не годен. Малькольм также отмечает, что Колин работает над проектами, которые его не достойны.
Между тем, внимание Колина привлекает подружка Майка, Хелен Дэйви, но Колин вовремя берёт себя в руки и удерживается от измены своей жене. В конечном счёте Кэт получает номинацию на книжную премию за свой роман, но не побеждает. Кроме того, Кейт признаётся Колину, что изменила ему. В итоге Колин возвращается к Элейн и принимает участие в проекте, который она ему предложила.

## В ролях
- Джон Харгривс — Колин Роджерс
- Робин Невин — Кейт Роджерс
- Крис Хейвуд — Майк МакКорд
- Николь Кидман — Хелен Дэйви
- Рут Кракнэлл — Элейн Росс
- Деннис Миллер — Малькольм Бэннет
- Элла Скотт — Пенни Роджерс
- Хэйдон Сэмюэльс — Сэм Роджерс
- Николас Хэммонд — Йен Волл
- Мишелль Торрес — Кэт Митчелл

## Релиз

### Премьера
Премьера картины в Австралии состоялась 9 декабря 1988 года, а в США — 9 февраля 1992 года, когда картина была переиздана в Австралии.

### Награды
Австралийский институт кино (англ. Australian Film Institute) выдвинул картину на премию в пяти номинациях:
- Лучший актёр: Джон Харгривс
- Лучшая операторская работа: Пол Мёрфи
- Лучший адаптированный сценарий: Дэвид Уилльямсон
- Лучшая актриса второго плана: Николь Кидман
- Лучший актёр второго плана: Крис Хэйвуд

В итоге фильм получил лишь одну премию, которая досталась Крису Хэвуду.
Также фильм выиграл премию «Гильдии сценаристов Австралии» в номинации «Лучший адаптированный сценарий» (Дэвид Уилльямсон).

### Выход на видео
Фильм не издавался на VHS или DVD в США, хотя несколько раз транслировался на кабельном канале Romance Classics. В Великобритании фильм издавался компанией Herts, а также транслировался онлайн в серии «Hollywood Classics». Фильм вышел на DVD в Австралии в 2007 году от издательства «Umbrella Entertainment».
В России фильм издавался на DVD студией «Viking Video» в 2008 году, а также неоднократно попадал в коллекционные издания малоизвестных мелодрам, выпущенных студией «Флагман Трейд».